# آرون ييتس (دراجات نارية)
آرون ييتس (بالإنجليزية: Aaron Yates) مواليد 13 ديسمبر 1973 في كولومبوس، هو متسابق دراجات نارية أمريكي. نافس في بطولة العالم للسوبربايك وبطولة العالم للموتو جي بي.

## النتائج

### بطولة العالم للسوبربايك

#### السباقات حسب السنة
| السنة | الصانع   | 1           | 1           | 2          | 2          | 3           | 3           | 4            | 4            | 5           | 5             | 6           | 6          | 7               | 7               | 8           | 8             | 9           | 9           | 10           | 10         | 11         | 11         | 12        | 12        | 13      | 13      | مركز  | نقاط |
| السنة | الصانع   | ج1          | ج2          | ج1         | ج2         | ج1          | ج2          | ج1           | ج2           | ج1          | ج2            | ج1          | ج2         | ج1              | ج2              | ج1          | ج2            | ج1          | ج2          | ج1           | ج2         | ج1         | ج2         | ج1        | ج2        | ج1      | ج2      | مركز  | نقاط |
| ----- | -------- | ----------- | ----------- | ---------- | ---------- | ----------- | ----------- | ------------ | ------------ | ----------- | ------------- | ----------- | ---------- | --------------- | --------------- | ----------- | ------------- | ----------- | ----------- | ------------ | ---------- | ---------- | ---------- | --------- | --------- | ------- | ------- | ----- | ---- |
| 1997  | سوزوكي   | أستراليا    | أستراليا    | سان مارينو | سان مارينو | بريطانيا    | بريطانيا    | ألمانيا      | ألمانيا      | إيطاليا     | إيطاليا       | أمريكا ل.ين | أمريكا 11  | أوروبا          | أوروبا          | النمسا      | النمسا        | هولندا      | هولندا      | إسبانيا      | إسبانيا    | اليابان    | اليابان    | إندونيسيا | إندونيسيا |         |         | 44    | 5    |
| 1998  | سوزوكي   | أستراليا    | أستراليا    | بريطانيا   | بريطانيا   | إيطاليا     | إيطاليا     | إسبانيا      | إسبانيا      | ألمانيا     | ألمانيا       | سان مارينو  | سان مارينو | ج. أفريقيا      | ج. أفريقيا      | أمريكا 12   | أمريكا ل.ين   | أوروبا      | أوروبا      | النمسا       | النمسا     | هولندا     | هولندا     | اليابان   | اليابان   |         |         | 48    | 2    |
| 2002  | سوزوكي   | إسبانيا     | إسبانيا     | أستراليا   | أستراليا   | ج. أفريقيا  | ج. أفريقيا  | اليابان      | اليابان      | إيطاليا     | إيطاليا       | بريطانيا    | بريطانيا   | ألمانيا         | ألمانيا         | سان مارينو  | سان مارينو    | أمريكا 7    | أمريكا 8    | بريطانيا     | بريطانيا   | ألمانيا    | ألمانيا    | هولندا    | هولندا    | إيطاليا | إيطاليا | 24    | 17   |
| 2003  | سوزوكي   | إسبانيا     | إسبانيا     | أستراليا   | أستراليا   | اليابان     | اليابان     | إيطاليا      | إيطاليا      | ألمانيا     | ألمانيا       | بريطانيا    | بريطانيا   | سان مارينو      | سان مارينو      | أمريكا 6    | أمريكا ل.ين   | بريطانيا    | بريطانيا    | هولندا       | هولندا     | إيطاليا    | إيطاليا    | فرنسا     | فرنسا     |         |         | 30    | 10   |
| 2014  | أي بي آر | أستراليا 17 | أستراليا 20 | إسبانيا 17 | إسبانيا 19 | هولندا ل.ين | هولندا ل.يب | إيطاليا ل.ين | إيطاليا ل.ين | بريطانيا 17 | بريطانيا ل.ين | ماليزيا 16  | ماليزيا 20 | سان مارينو ل.ين | سان مارينو ل.يب | البرتغال 16 | البرتغال ل.ين | أمريكا ل.ين | أمريكا ل.يب | إسبانيا ل.ين | إسبانيا 16 | فرنسا ل.ين | فرنسا ل.ين | قطر ل.ين  | قطر ل.ين  |         |         | ن.غ.م | 0    |

### سباق الجائزة الكبرى للدراجات النارية

#### حسب الموسم
| الموسم | الفئة      | الدراجة  | السباق | الفوز | المنصة | الانطلاق | أسرع لفة | النقاط | الترتيب |
| ------ | ---------- | -------- | ------ | ----- | ------ | -------- | -------- | ------ | ------- |
| 2012   | موتو جي بي | بي سي إل | 1      | 0     | 0      | 0        | 0        | 0      | ن.غ.م   |
| إجمالي |            |          | 1      | 0     | 0      | 0        | 0        | 0      |         |

#### السباقات حسب السنة
(مفتاح)
| السنة | الفئة      | الدراجة  | 1   | 2       | 3        | 4     | 5        | 6        | 7      | 8       | 9       | 10     | 11         | 12   | 13         | 14    | 15      | 16      | 17       | 18     | مركز  | نقاط |
| ----- | ---------- | -------- | --- | ------- | -------- | ----- | -------- | -------- | ------ | ------- | ------- | ------ | ---------- | ---- | ---------- | ----- | ------- | ------- | -------- | ------ | ----- | ---- |
| 2012  | موتو جي بي | بي سي إل | قطر | إسبانيا | البرتغال | فرنسا | كتالونيا | بريطانيا | هولندا | ألمانيا | إيطاليا | أمريكا | إنديانا 16 | تشيك | سان مارينو | أرغون | اليابان | ماليزيا | أستراليا | بلنسية | ن.غ.م | 0    |

## روابط خارجية
- آرون ييتس على موقع MotoGP.com (الإنجليزية)
- آرون ييتس على موقع WorldSBK.com (الإنجليزية)